# Gabinet Jamesa Scullina
Gabinet Jamesa Scullina (ang. Scullin Ministry) – dwudziesty gabinet federalny Australii, urzędujący od 22 października 1929 do 6 stycznia 1932. Był gabinetem jednopartyjnym, tworzonym przez Australijską Partię Pracy (ALP). 
Gabinet powstał po przedterminowych wyborach w 1929, w których rządząca dotąd koalicja Nacjonalistycznej Partii Australii i Partii Wiejskiej przegrała z ALP, uzyskując dwukrotnie mniej mandatów w Izbie Reprezentantów. Urzędowanie gabinetu Scullina przypadło na najtrudniejszy pod względem wydarzeń gospodarczych i społecznych okres wielkiego kryzysu. Niezadowolenie z pogarszającej się sytuacji było główną przyczyną porażki ALP w kolejnych wyborach w 1931, po których do władzy powróciła zreorganizowana w nowe struktury prawica, która utworzyła pierwszy gabinet Josepha Lyonsa.
Gabinet Scullina był jedynym lewicowym gabinetem federalnym Australii w całym dwudziestoleciu międzywojennym. Zasiadało w nim trzech przyszłych premierów Australii: Joseph Lyons, Frank Forde i Ben Chifley. 

## Skład
| stanowisko                                                         | członek gabinetu | od                   | do               |
| ------------------------------------------------------------------ | ---------------- | -------------------- | ---------------- |
| premier                                                            | James Scullin    | 22 października 1929 | 6 stycznia 1932  |
| minister spraw zagranicznych                                       | James Scullin    | 22 października 1929 | 6 stycznia 1932  |
| minister przemysłu                                                 | James Scullin    | 22 października 1929 | 6 stycznia 1932  |
| minister skarbu                                                    | Ted Theodore     | 22 października 1929 | 9 czerwca 1930   |
| minister skarbu                                                    | James Scullin    | 9 czerwca 1930       | 29 stycznia 1931 |
| minister skarbu                                                    | Ted Theodore     | 29 stycznia 1931     | 6 stycznia 1932  |
| wiceprzewodniczący Federalnej Rady Wykonawczej                     | John Daly        | 22 października 1929 | 3 marca 1931     |
| wiceprzewodniczący Federalnej Rady Wykonawczej                     | John Barnes      | 3 marca 1931         | 6 stycznia 1932  |
| prokurator generalny                                               | Frank Brennan    | 22 października 1929 | 6 stycznia 1932  |
| minister poczty                                                    | Joseph Lyons     | 22 października 1929 | 4 lutego 1931    |
| minister poczty                                                    | Albert Green     | 4 lutego 1931        | 6 stycznia 1932  |
| minister robót publicznych i kolei                                 | Joseph Lyons     | 22 października 1929 | 4 lutego 1931    |
| minister robót publicznych i kolei                                 | Albert Green     | 4 lutego 1931        | 6 stycznia 1932  |
| minister handlu i ceł                                              | James Fenton     | 22 października 1929 | 4 lutego 1931    |
| minister handlu i ceł                                              | Frank Forde      | 4 lutego 1931        | 6 stycznia 1932  |
| minister spraw wewnętrznych                                        | Arthur Blakeley  | 22 października 1929 | 6 stycznia 1932  |
| minister zdrowia                                                   | Frank Anstey     | 22 października 1929 | 6 stycznia 1932  |
| minister ds. repatriacji                                           | Frank Anstey     | 22 października 1929 | 6 stycznia 1932  |
| minister obrony                                                    | Albert Green     | 22 października 1929 | 4 lutego 1931    |
| minister obrony                                                    | John Daly        | 4 lutego 1931        | 3 marca 1931     |
| minister obrony                                                    | Ben Chifley      | 3 marca 1931         | 6 stycznia 1932  |
| minister rynków i transportu                                       | Parker Moloney   | 22 października 1929 | 6 stycznia 1932  |
| minister ds. programu mieszkań dla weteranów                       | Charles Culley   | 3 marca 1931         | 24 czerwca 1931  |
| wiceminister robót publicznych i kolei (w randze członka gabinetu) | John Barnes      | 22 października 1929 | 3 marca 1931     |
| wiceminister robót publicznych i kolei (w randze członka gabinetu) | John Dooley      | 3 marca 1931         | 6 stycznia 1932  |
| wiceminister handlu i ceł (w randze członka gabinetu)              | Frank Forde      | 22 października 1929 | 4 lutego 1931    |
| wiceminister handlu i ceł (w randze członka gabinetu)              | Jack Holloway    | 3 marca 1931         | 12 czerwca 1931  |
| wiceminister przemysłu (w randze członka gabinetu)                 | Jack Beasley     | 22 października 1929 | 3 marca 1931     |
| wiceminister przemysłu (w randze członka gabinetu)                 | Jack Holloway    | 3 marca 1931         | 12 czerwca 1931  |
| wiceminister transportu (w randze członka gabinetu)                | Charles Culley   | 3 marca 1931         | 24 czerwca 1931  |
| ministrowie bez teki                                               | John Daly        | 26 czerwca 1931      | 6 stycznia 1932  |
| ministrowie bez teki                                               | Lou Cunningham   | 26 czerwca 1931      | 6 stycznia 1932  |